# Cybaeodes carusoi
Cybaeodes carusoi är en spindelart som beskrevs av Norman I. Platnick och Di Franco 1992. Cybaeodes carusoi ingår i släktet Cybaeodes och familjen månspindlar.
Artens utbredningsområde är Algeriet. Inga underarter finns listade i Catalogue of Life.